# Gregor József-díj
A Gregor József-díj a Szegedért Alapítvány egyik kuratóriumi díja, melyet Szegedhez kötődő, jelentős művészeknek évente ítél oda az alapítvány Művészeti Kuratóriuma. A díj 2007 óta viseli az alapítvány 1989-es létrehozói egyikének, Gregor Józsefnek a nevét.

## Díjazottak
- T. Nagy Irén művésztanár (1990)
- Szecsődi Ferenc hegedűművész (1991)
- Kass János grafikusművész (1992)
- Mentes József színművész (1993)
- Nagy Albert néptáncművész (1994)
- Baka István költő (1995)
- Karikó Teréz operaénekes (1996)
- Berdál Valéria operaénekes (1997)
- Király Levente színművész (1998)
- Juronics Tamás balettművész (1999)
- Novák András festőművész (2000)
- Pataki Ferenc festőművész (2001)
- Novák István építész (2002)
- Polner Zoltán költő, újságíró, néprajzkutató (2003)
- Meszlényi László zenetanár (2004)
- Tóth Sándor szobrászművész (2005)
- Darvasi László író (2006)
- Gyüdi Sándor igazgató karnagy (2007)
- Gyimesi Kálmán operaénekes (2008)
- Aranyi Sándor festőművész (2009)
- Olasz Sándor irodalomtörténész, a Tiszatáj főszerkesztője   (2010)
- Sin Katalin gordonkaművész (2011)
- Tóth Pál animációsfilm-rendező (2012)
- Fritz Mihály szobrász, éremművész (2013)
- Kosztándi István hegedűművész (2014)
- Natalia Gorbunova hárfaművész (2015)
- Dusha Béla fotóművész (2016)
- Popovics Lőrinc szobrászművész (2017)
- Sejben Lajos képzőművész (2018)
- Sándor János színházi rendező (2019)
- Bubryák István filmkészítő, producer (2020)
- Rozgonyi Éva karnagy, zenepedagógus (2021)
- Temesi Mária operaénekes, énekmester, operanagykövet (2022)

## A díj és átadása
A Gregor József-díj az alapítvány többi kuratóriumi díjával megegyezően Lapis András szobrászművész alkotása, 60 mm átmérőjű, kör alakú ezüst plakett. Egyik oldalán az alapítvány fődíjával járó – szintén Lapis András által alkotott – bronz kisplasztika hölgy figurája, másik oldalán Szeged város címere látható a felirattal: Szegedért Alapítvány Gregor József-díja (2007 előtt: Szegedért Alapítvány Kuratóriumi Díja). A díjjal járó pénzjutalom összegéről az alapítvány elnöksége dönt. Átadása – az alapítvány valamennyi díjával együtt – ünnepélyes formában, gálaműsor keretében történik évente a Szegedi Nemzeti Színházban, az 1879-es szegedi nagy árvíz évfordulójához, március 12-éhez legközelebb eső szombaton.